# Nagytálya, Heves
Nagytálya  este un sat în districtul Eger, județul Heves, Ungaria, având o populație de 894 de locuitori (2011). 

## Demografie
Componența etnică a satului Nagytálya
     Maghiari (98,59%)
     Necunoscut (1,03%)
     Germani (0,39%)
     Alții (1,03%)
Componența confesională a satului Nagytálya
     Romano-catolici (49,78%)
     Fără religie (17,67%)
     Reformați (6,15%)
     Atei (1,12%)
     Necunoscută (24,83%)
     Greco-catolici (0,45%)
     Alte religii (0,45%)
Conform recensământului din 2011, satul Nagytálya avea 894 de locuitori. Din punct de vedere etnic, majoritatea locuitorilor (98,59%) erau maghiari. Apartenența etnică nu este cunoscută în cazul a 1,03% din locuitori. Nu există o religie majoritară, locuitorii fiind romano-catolici (49,78%), persoane fără religie (17,67%), reformați (6,15%) și atei (1,12%). Pentru 24,83% din locuitori nu este cunoscută apartenența confesională.